# Vara samrealskola
Vara samrealskola var en realskola i Vara verksam från 1915 till 1972. 

## Historia
Skolan fanns 1915 som en kommunal mellanskola. Denna ombildades från 1936 successivt till Vara samrealskola.
Realexamen gavs från 1916 till 1972.